# تولچوا
تولچوا (به مجاری:  Tolcsva) یک شهرداری در مجارستان است که در ناحیه شاروش‌پاتاک واقع شده‌است. تولچوا ۱۶٫۴۹ کیلومتر مربع مساحت و ۱٬۹۶۵ نفر جمعیت دارد.